# A Petticoat Pilot
A Petticoat Pilot er en amerikansk stumfilm fra 1918 af Rollin S. Sturgeon.

## Medvirkende
- Vivian Martin - Mary
- Theodore Roberts
- James Neill - Zoeth Hamilton
- Harrison Ford - Crawford Smith
- Bert Hadley - Edgar Fuller